# Don Gordon
Don Gordon (* 23. November 1926 als Donald Walter Guadagno in Los Angeles, Kalifornien; † 24. April 2017 ebenda) war ein US-amerikanischer Schauspieler.

## Leben
Gordon wuchs in armen Verhältnissen auf und begann schon mit acht Jahren als Zeitungsjunge zu arbeiten, um die Familie zu unterstützen. Im Alter von 15 Jahren trat er unter dem Eindruck des Angriffes auf Pearl Harbor der United States Navy bei. Nach Kriegsende begann er eine Schauspielausbildung, zu dieser Zeit wählte er auch seinen Künstlernamen Don Gordon. Sein Spielfilmdebüt hatte er 1949 in einer Statistenrolle in Henry Kings mit zwei Oscars ausgezeichnetem Kriegsfilm Der Kommandeur. Es folgten weitere Kriegsfilme wie Keinen Groschen für die Ewigkeit und Okinawa, bei allen blieb er jedoch ohne Namensnennung im Abspann.
Ab 1951 war er auch für das Fernsehen tätig und erhielt bald regelmäßig Gastrollen in Fernsehserien wie Sugarfoot und 77 Sunset Strip.
Gordon wohnte im Laurel Canyon in der Nähe von Steve McQueen. Beide hatten viele gemeinsame Interessen, insbesondere liebten beide Motorräder, und machten viele gemeinsame Motorradtouren. Diese Ausfahrten dauerten teilweise mehrere Stunden und führten sie bis nach San Francisco. 1959 stand er für die Westernserie Josh erstmals neben McQueen vor der Kamera. 1960 erhielt er eine der Hauptrollen in der Krimiserie The Blue Angels, die jedoch nach der ersten Staffel abgesetzt wurde. Für seine Gastrolle in der Anwaltserie Preston & Preston war er 1962 für den Emmy nominiert.
Eine seiner bedeutendsten Filmrollen spielte Gordon 1968 als Detective Sergeant Delgetti in Kriminalfilm Bullitt. Es folgten zwei weitere Spielfilme an der Seite von McQueen, Papillon und Flammendes Inferno. Zu seinen späteren Filmen zählen die Horrorfilme Barbara’s Baby – Omen III und Der Exorzist III. Bis Anfang der 1990er Jahre war er ein gut gebuchter Gaststar in zahlreichen Serienformaten, und trat unter anderem in so erfolgreichen Serien wie Columbo, Starsky & Hutch, Airwolf und MacGyver auf. Bei einem Auftritt in der Serie Remington Steele trat er als Anthony Delgetti auf, einer Referenz auf seine bekannteste Filmrolle in Bullit.
Gordon war vier Mal verheiratet: Seine erste Ehe schloss er 1948 mit der Schauspielerin Helen Westcott, diese Ehe wurde 1953 geschieden. Im darauf folgenden Jahr heiratete er die Schauspielerin Nita Talbot; diese zweite Ehe wurde 1958 geschieden, und 1959 ehelichte er mit Bek Nelson eine weitere Schauspielerin. Diese Ehe hielt fast 20 Jahre, aus ihr ging Gabrielle hervor, sein einziges Kind. 1979 folgte die vierte und letzte Ehe mit Denise Farr, diese hielt bis zu seinem Tod 2017. Denise war die Tochter von Felicia Farr und Lee Farr – ihre Eltern hatten sich 1955 getrennt, und ihre Mutter hatte 1962 Jack Lemmon geheiratet, der hierdurch zu Gordons Schwiegervater wurde.
Gordon starb im Alter von 90 Jahren im Cedars-Sinai Medical Center, fünf Tage nach einer Krebsdiagnose.

## Filmografie (Auswahl)

### Film
- 1949: Der Kommandeur (Twelve O’Clock High)
- 1951: Keinen Groschen für die Ewigkeit (Force of Arms)
- 1951: Okinawa (Halls of Montezuma)
- 1953: Panik in New York (The Beast From 20,000 Fathoms)
- 1953: Frauen in der Nacht (Girls in the Night)
- 1968: Bullitt
- 1970: Kanonen für Cordoba (Cannon for Cordoba)
- 1971: The Last Movie
- 1972: Auf leisen Sohlen kommt der Tod (Fuzz)
- 1973: Papillon
- 1974: Flammendes Inferno (The Towering Inferno)
- 1981: Barbara’s Baby – Omen III (Omen III: The Final Conflict)
- 1987: Lethal Weapon – Zwei stahlharte Profis (Lethal Weapon)
- 1989: Skin Deep – Männer haben’s auch nicht leicht (Skin Deep)
- 1990: Der Exorzist III (The Exorcist III)

### Fernsehen
- 1958: Sugarfoot
- 1959: 77 Sunset Strip
- 1962: Preston & Preston (The Defenders)
- 1966: Die Seaview – In geheimer Mission (Voyage to the bottom of the sea)
- 1967: Invasion von der Wega (The Invaders)
- 1973: Toma
- 1974: Mannix
- 1974: Columbo
- 1976: Bronk
- 1976: Barnaby Jones
- 1976: Die Straßen von San Francisco (Fernsehserie, Folge: Der Superstar)
- 1977: Starsky & Hutch
- 1980: Hart aber herzlich (Hart to Hart) (Fernsehserie, Folge: Teure Tapeten)
- 1983: Ein Duke kommt selten allein (The Dukes of Hazzard)
- 1986: Airwolf
- 1986: Knight Rider
- 1987: MacGyver
- 1993: Diagnose: Mord (Diagnosis Murder)

## Nominierungen
- 1963: Primetime-Emmy-Nominierung für Preston & Preston